# Aldo Olcese
Aldo Italo Olcese Vassallo (Lima, 23 ottobre 1974) è un ex calciatore peruviano, di ruolo centrocampista.

## Carriera

### Nazionale
Tra il 2003 ed il 2006 ha giocato complessivamente 14 partite con la maglia della nazionale peruviana, con la quale nel 2004 ha anche partecipato alla Coppa America.

## Palmarès

### Club

#### Competizioni nazionali
- Campionato peruviano: 2

Sporting Cristal: 1994
Alianza Lima: 2006